# Тайпе
Тайпе или Тайпей е столицата на частично признатата държава Тайван. Той е най-големият град и е политически, търговски, медиен, образователен и културен център на страната. През 2004 г. тук е построен небостъргачът Тайпе 101.
Населението на града е 2 627 474 жители (2006). Заедно с Чилунг и други селища от окръг Тайпе формира метрополиса Тайпе, който е с общо население 3 758 821 души.
Основните индустрии са електротехническа, електронна, текстилна, рудна, корабостроене и машиностроене.
Официалното отношение на България към Тайван е на принципа „Единен Китай“, като Тайван се приема за част от Китай. София не поддържа дипломатически отношения с Тайпе.

## Побратимени градове
- Варшава, Полша от 1995 г.
- Вилнюс, Литва
- Гоулд Коуст, Австралия от 1982 г.
- Ломе, Того
- Манила, Филипини
- Пърт, Австралия от 1999 г.
- Сан Франциско, Калифорния, САЩ от 1970 г.

## Галерия
- Тайпе
- Тайпе нощем
- Гранд хотел Тайпе
- Храмът Жинан
- Тайфун в Тайпе
- Квартал Ximending
- Ximending нощем
- Паркът Даан